# Piazzetta Nilo

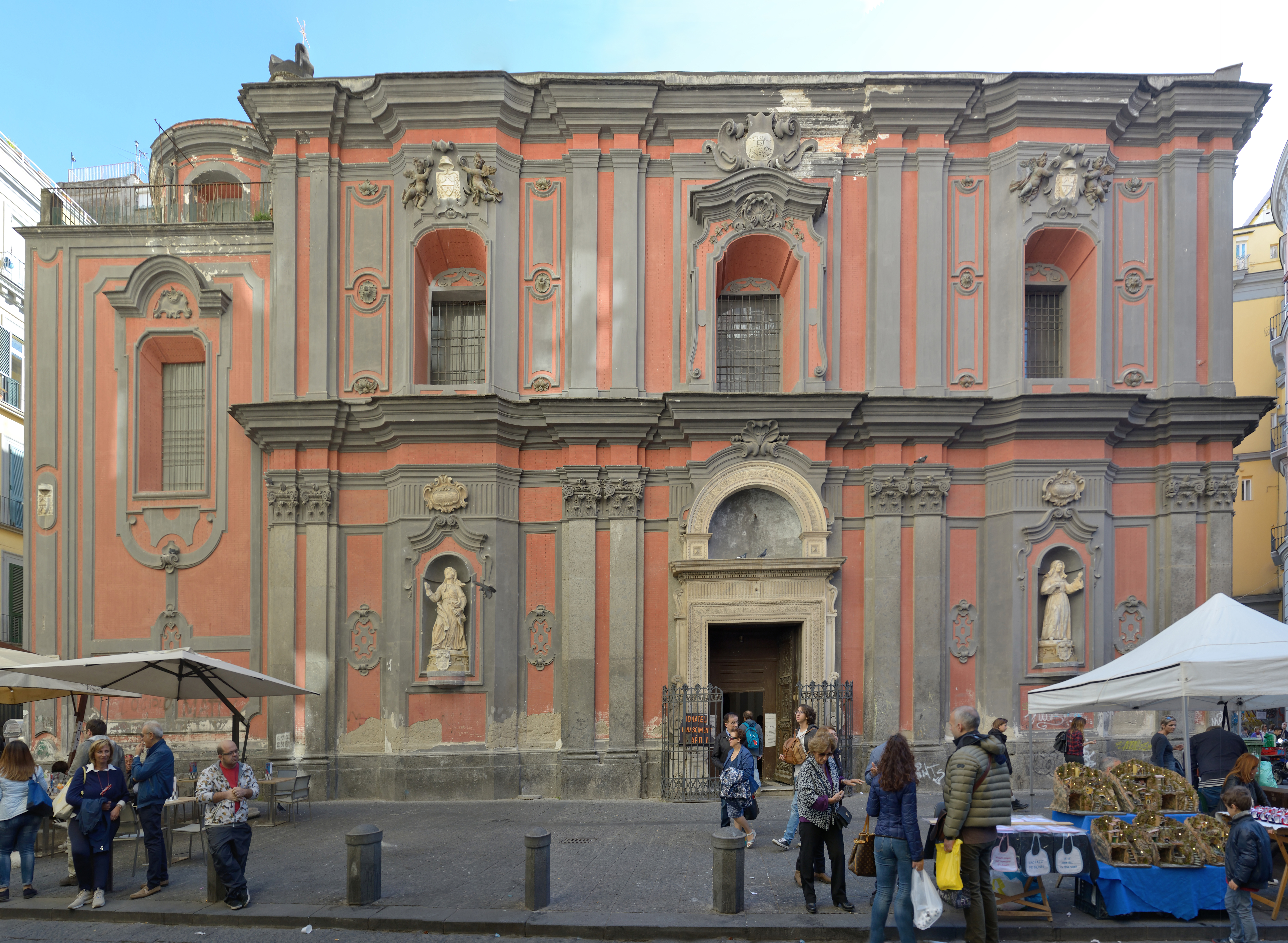
La piazzetta Nilo avec la façade de l'église Sant'Angelo a Nilo.

La piazzetta Nilo est une des petites places du centre historique de Naples protégé par son inscription au patrimoine mondial de l'UNESCO.
Elle se trouve sur le decumanus inférieur, entre la piazza San Domenico Maggiore et le largo Corpo di Napoli, formant un espace élargi par ces trois places. 

## Histoire et description
Elle doit son nom à la statue du dieu Nil (Nilo en italien) présente dans le largo adjacent et voulue par la communauté florissante d'Alexandrie très nombreuse dans la cité parthénopéenne gréco-romaine il y a deux mille ans. Ce quartier était habité par la communauté alexandrine qui donna son nom au vicus Alexandrinus (correspondant à l'actuelle via Nilo, ou selon d'autres historiens à la via Mezzocannone).
On trouve sur cette petite place:
- l'église Sant'Angelo a Nilo, ou chapelle Brancaccio de style baroque;
- le palazzo Pignatelli di Toritto;
- le palazzo de Sangro di Vietri.

La place est devenue piétonnière depuis août 2011.